# Агафонов, Егор Андреевич
Егор Андреевич Агафо́нов (10 декабря 1941, д. Бараново, Смоленская область, РСФСР, СССР — 18 октября 2012, Киров, Россия) — депутат Государственной думы ФС РФ I созыва (1993—1995), член фракции Аграрной партии России.

## Биография
В 1963 году окончил Шанталовский сельскохозяйственный техникум Смоленской области по специальности «агрономия». В 1970 году — Всесоюзный сельскохозяйственный институт заочного образования.
- 1965—1969 — экономист совхоза «Верхне-Угранский» Ельнинского района Смоленской области,
- 1979—1986 — директор совхоза «Луговой» Оричевского района Кировской области,
- 1986—1988 — заместитель председателя Кировского облагропрома по экономике,
- 1988—1992 — директор совхоза «Красногорский» Кировской области,
- 1992 — заместитель главы администрации Кировской области, глава департамента сельского хозяйства администрации Кировской области,
- 1993—1995 — депутат Государственной Думы (от Советского округа N94:Кировская область), выдвинут группой избирателей (входил в список поддержки блока «Выбор России»). В государственной думе был членом комитета по аграрным вопросам, входил в депутатскую группу «Стабильность»[2]
- 1995 — не прошёл в состав Государственной Думы по списку движения «Наш дом — Россия».

## Награды и звания
- орден Трудового Красного Знамени
- медаль «За трудовую доблесть»
- Бронзовая медаль ВДНХ СССР